# Dickschwanzbeutelratten
Die Dickschwanzbeutelratten (Lutreolina) sind eine Gattung der Beutelsäuger aus der Familie der Beutelratten (Didelphidae) mit zwei rezenten Arten, die Dickschwanzbeutelratte (Lutreolina crassicaudata) und Massoias Dickschwanzbeutelratte (Lutreolina massoia).
Die erste heute zur Gattung gehörende Art wurde im Jahr 1804 durch den französischen Zoologen Anselme Gaëtan Desmarest beschrieben und den Opossums (Didelphis) zugeordnet. Im Jahr 1910 führte der britische Zoologe Oldfield Thomas die Gattung Lutreolina ein, die lange Zeit monotypisch geblieben ist. Die Dickschwanzbeutelratte wird in zwei Unterarten unterteilt, deren Verbreitungsgebiete weit auseinander liegen. Die Nominatform, L. c. crassicaudata, kommt von Bolivien über Paraguay bis zum südlichen Brasilien, Uruguay und zur argentinischen Provinz Buenos Aires vor. L. c. turneri lebt im nördlichen Guyana, in Teilen von Venezuela und im östlichen Kolumbien. Im Jahr 2014 wurde mit Massoias Dickschwanzbeutelratte (Lutreolina massoia) eine zweite Dickschwanzbeutelrattenart beschrieben, die in den Bergwäldern der Yungas im Süden Boliviens (Departamentos Chuquisaca und Tarija) und im angrenzenden Argentinien vorkommt. Mit Lutreolina materdei wurde im Jahr 2012 anhand eines im peruanischen Amazonasgebietes gefundenen Schädelfragments eine ausgestorbene Dickschwanzbeutelrattenart beschrieben, die im Miozän lebte.

## Merkmale
Dickschwanzbeutelratten erreichen eine Kopfrumpflänge von 19 bis 40 Zentimetern, haben einen 21 bis 36 Zentimetern langen Schwanz und erreichen ein Gewicht von 200 bis 910 Gramm. Verglichen mit anderen größeren Beutelrattenarten ist die Schnauze der Dickschwanzbeutelratten relativ kurz. Dickschwanzbeutelratten sind fast einfarbig gelblich, olivbraun oder dunkelbraun gefärbt; lediglich das Bauchfell ist etwas heller. Die dicke, körpernahe Hälfte oder das erste Drittel des Schwanzes ist behaart und wie das übrige Fell gefärbt, der folgende, unbehaarte Abschnitt ist braun oder schwärzlich und das unbehaarte Ende des Schwanzes ist weißlich oder gelblich. Die Beine sind kurz, die Ohren kurz und abgerundet. Die Weibchen der Dickschwanzbeutelratten besitzen einen Beutel.

## Belege
1. 1 2 3  
Diego Astúa: Family Didelphidae (Opossums). Seite 158 u. 159 in Don E. Wilson, Russell A. Mittermeier: Handbook of the Mammals of the World – Volume 5. Monotremes and Marsupials. Lynx Editions, 2015, ISBN 978-84-96553-99-6
2. ↑  Juan A. Martínez-Lanfranco, David Flores, J. Pablo Jayat, and Guillermo D’Elía: A new species of lutrine opossum, genus „Lutreolina“ Thomas (Didelphidae), from the South American Yungas. (Memento des Originals vom 23. August 2018 im Internet Archive)  Info: Der Archivlink wurde automatisch eingesetzt und noch nicht geprüft. Bitte prüfe Original- und Archivlink gemäß Anleitung und entferne dann diesen Hinweis. Journal of Mammalogy, 95(2):225-240. 2014. doi:10.1644/13-MAMM-A-246
3. ↑  
Goin, F. J., and M. De Los Reyes. 2012. Contribución al conocimiento de los representantes extintos de Lutreolina Thomas, 1910 (Mammalia, Marsupialia, Didelphidae). Historia Natural 1:15–25. PDF